# Charters Towers, Queensland
Charters Towers, Queensland là một thành phố trong bang Queensland, Úc. Thành phố có dân số người (năm 2010). Thành phố có cự ly cách thủ phủ bang Brisbane km.